# Funktionell finansiering
Funktionell finansiering, functional finance är en ekonomiteori som är utvecklad av nationalekonomen Abba Lerner och har sin grund i Chartalismen, teorin som beskriver procedurer och konsekvenser av användandet av regeringsskapade fiatpengar och den av John Maynard Keynes och Michal Kalecki utformade ekonomiska teorin, där den samlade efterfrågan av köpkraft är central för det ekonomiska förloppet och hur det utvecklas.
Enligt Chartalismen och Funktionell finansiering injiceras pengar i det ekonomiska kretsloppet genom att regeringen spenderar pengarna. Genom beskattningen uppstår ett behov och därmed en efterfrågan på denna regeringsvaluta. Det långsiktiga beskattningskravet, tillsammans med allmänhetens tro och acceptans av valutan, gör att dess värde består.
Eftersom regeringen kan trycka valfri mängd egen valuta menar teorin Funktionell finansiering att mängden skatt i relation till regeringens konsumtion i verkligheten är ett policyredskap som reglerar inflation och arbetslöshet, och inte ett sätt att finansiera regeringens budget i sig själv. Funktionell finansiering menar att regeringen ska finansiera sig själv för att möta tydliga mål såsom att tämja konjunkturen, att uppnå full sysselsättning, säkerställa tillväxt och låg inflation. 
De viktigaste idéerna bakom funktionell finansiering kan sammanfattas som:
- Regeringarna måste ingripa i den nationella och globala ekonomin för att den är aldrig i sig är självreglerande.
- Det främsta ekonomiska målet för staten bör vara att säkerställa en blomstrande ekonomi.
- Pengar är en skapelse av staten; och måste hanteras och styras av staten.

Finanspolitiken bör riktas mot bakgrund av dess inverkan på ekonomin, och budgeten bör hanteras i enlighet därmed. Att balansera intäkter och utgifter är inte det viktiga i sig utan att skapa allmänt välstånd är det viktiga.
Mängden och takten i de offentliga utgifterna bör fastställas med hänsyn till den önskade nivån av aktivitet och skatt ska tas ut för deras ekonomiska konsekvenser, snarare än för att generera inkomster.
Principer för "sunda finanser" med balans mellan utgifter och inkomster gäller för privatpersoner men inte för suveräna stater. Det är meningsfullt för individer, hushåll, företag och andra icke-statliga myndigheter (såsom  enskilda kommuner) men gäller  inte för regeringar i suveräna stater, som kan ge ut och kontrollera sin egen valuta (pengar) och styra hur denna valuta används, i egenskap av sitt monopolinnehav som laglig utgivare av denna valuta.
Lerner menade att regeringens finanspolitik bör styras av tre regler:
1. Regeringen ska upprätthålla en rimlig nivå på den samlade efterfrågan vid alla tillfällen. Om det finns för lite utgifter och därmed överdriven arbetslöshet, ska regeringen sänka skatter eller öka sina egna utgifter. Om det finns för mycket utgifter, skall regeringen hindra den inflationen som uppstår genom att minska sina egna utgifter eller genom att höja skatterna.
2. Genom att låna pengar när man vill höja räntan och genom att låna ut pengar eller betala av skulden när man vill sänka räntan, skall regeringen se till att ränta som skapar den optimala mängden investeringar som är nödvändig att säkerställa en blomstrande ekonomi.
3. Om någon av de två första reglerna strider mot principerna om "sunda finanser" eller att balansera budgeten, eller att begränsa statsskulden, då skall dessa principer underordnas regel 1) och 2).Regeringen kan och ska skapa de pengar som kan behövas för att genomföra regel 1) och 2).[3]